# Demitrius Conger
Demitrius Conger (Brooklyn, Nova York, 29 de maig de 1990) és un jugador de bàsquet nord-americà. Amb 1,98 metres d'altura, juga en la posició d'aler.

## Carrera esportiva
Es va formar a St. Bonaventure Bonnies de la NCAA, i va arribar a la República Dominicana el 2013 per jugar a les files dels "Indios de San Francisco de Macorís" amb el qual guanyaria la Lliga Nacional de Bàsquet en la seva primera experiència com a professional. Més tard, jugaria durant dues temporades a Itàlia en equips de la Sèrie B, la segona divisió del bàsquet italià, fins que el 2015 va fitxar pel Aries Trikala de Grècia. En febrer d'aquella mateixa temporada va canviar d'equip i va acabar la temporada a Israel, a les files de Hapoel Tel Aviv. La temporada següent va fitxar pels Antwerp Giants, amb els que va disputar la lliga belga i la FIBA Europe Cup, proclamant-se campió de la Supercopa nacional. A la temporada 2017-18 va fer el salt a Austràlia, on va jugar amb els Illawarra Hawks. En el mes de març de 2018 va tornar a Europa per jugar al Club Joventut Badalona de la Lliga Endesa, on va jugar fins a final de temporada. La temporada següent va fitxar pel Le Mans Sarthe de la lliga francesa.